# Trebišov
Trebišov er en by i det østlige Slovakiet, med et indbyggertal (pr. 2006) på ca. 23.000. Byen ligger i regionen Košice.
48°37′N 21°43′Ø / 48.617°N 21.717°Ø
- Wikimedia Commons har flere filer relateret til Trebišov